# Chirche
Chirche es uno de los caseríos más importantes del municipio de Guía de Isora en la isla de Tenerife (Islas Canarias). 
Está situado en la parte alta del municipio, sin continuidad de Aripe, a 880 m s. n. m. y a dos kilómetros del casco urbano, en un malpaís, aunque en sus proximidades se localizan las fértiles tierras de El Bailadero y Era Alta.
En las Constituciones Sinodales del obispo Pedro Dávila y Cárdenas (1737) aparece citado con 17 vecinos (85 habitantes) dedicados a las sementeras y al pastoreo, habiéndose desarrollado a partir del empuje roturador auspiciado por los señores del Valle de Santiago. En el siglo XIX vivió un nuevo desarrollo con el cultivo de tuneras para la cochinilla, así en el Diccionario Estadístico-Administrativo de Pedro de Olive de 1865 aparece con 161 habitantes.
El Caserío de Chirche junto con Aripe, forma parte del patrimonio Histórico de Canarias, gracias al conjunto de inmuebles de gran valor histórico.

## Demografía
| 2000 | 2001 | 2002 | 2003 | 2004 | 2005 | 2006 | 2007 | 2008 | 2009 | 2010 | 2011 | 2012 | 2013 |
| ---- | ---- | ---- | ---- | ---- | ---- | ---- | ---- | ---- | ---- | ---- | ---- | ---- | ---- |
| 237  | 227  | 225  | 226  | 227  | 220  | 218  | 212  | 224  | 224  | 216  | 215  | 209  | 206  |

## Agricultura
Con la crisis del secano, la localidad mantiene unos pequeños cultivos de viña y hortalizas, en su mayoría como agricultura de fin de semana, que mantienen el pintoresco caserío; debido a ello la población ha perdido menos efectivos que otros caseríos de la zona alta.

## Comunicaciones

### Transporte público
En guagua (autobús) queda conectado mediante las siguientes líneas de Titsa: 
| Línea | Trayecto                        | Recorrido                                                                                                   |
| ----- | ------------------------------- | --- |
| 491   | Guía de Isora-Chirche-por Aripe | Recorrido (enlace roto disponible en Internet Archive; véase el historial, la primera versión y la última). |

## Fiestas
Anualmente se celebra el "Día de las Tradiciones" en el que se escenifican las costumbres cotidianas de la población local hasta la primera mitad del siglo XX.También se celebran las fiestas en honor a San Felipe Neri y Ntra Sra de Fátima a finales de mayo